# Castell Terrades
Castell Terrades és un castell del municipi de Terrades (Alt Empordà) declarat bé cultural d'interès nacional.

## Descripció
Situades a uns dos quilòmetres a llevant del nucli urbà de la població de Terrades, al cim del puig de la Roca.
Es tracta de les escasses restes conservades de l'antic castell de Terrades, força degradades i recobertes de vegetació. En concret, les estructures que han perviscut probablement es corresponguin amb dos trams dels paraments de tramuntana i ponent d'una torre de planta rectangular. El pany nord amida pràcticament un metre d'amplada per uns vuit metres d'alçada i una longitud aproximada de cinc metres. El mur de ponent, en canvi, està força més arruïnat i conserva una longitud aproximada de tres metres. Tot i que actualment està completament tapat per l'abundant vegetació de la zona, sembla que a la part superior del mur llarg, però per la cara interna, hi ha les restes de l'arrencament d'una volta amb empremtes de les llates per encofrar. La construcció és bastida amb carreus de pedra de mida mitjana escairats, disposats en filades regulars. Pels voltants de la construcció hi ha restes de murs enrunats, sobretot a les bandes de migdia i llevant, i enderrocs de pedres procedents d'altres estructures del castell.

## Història
Documentat l'any 1272 quan el castell de Terrades havia estat adquirit pel vescomte de Rocabertí en la permuta que feu amb l'infant Pere al qual entregà Torroella de Montgrí i el castell d'Albons. Des d'aquella data el castell de Terrades fou integrat a la baronia de Sant Llorenç de la Muga, domini de Rocabertí de Peralada. Al segle xiii hi ha documents que parlen de les propietats que tenien al terme de Terrades el priorat de Lledó i la casa del Sant Sepulcre de Peralada. L'any 1293 Jaume II, durant la guerra amb els reis de Mallorca i França, va trametre delegats per fer un inventari dels castells i forces de l'Empordà on hi havia deu homes com a guarnició.